# تاكويا ميتسودا
تاكويا ميتسودا (باليابانية: 満田拓也) مواليد 17 يونيو 1965 في فوکویاما، اليابان، هو فنان مانغا ياباني فاز بجائزة شوغاكوكان للمانغا عن سلسلة الرائد. بدأ نشاطه في سنة 1989. يقوم بنشر أعماله بشكل أساسي من خلال الناشر الياباني شوغاكوكان.

## وصلات خارجية
- الموقع الرسمي